# Malczyce
Pour la gmina, voir Malczyce (gmina).
Pour le village de Poméranie, voir Malczyce (Poméranie).
Malczyce est une localité polonaise, siège de la gmina de Malczyce, située dans le powiat de Środa Śląska en voïvodie de Basse-Silésie.

## Géographie

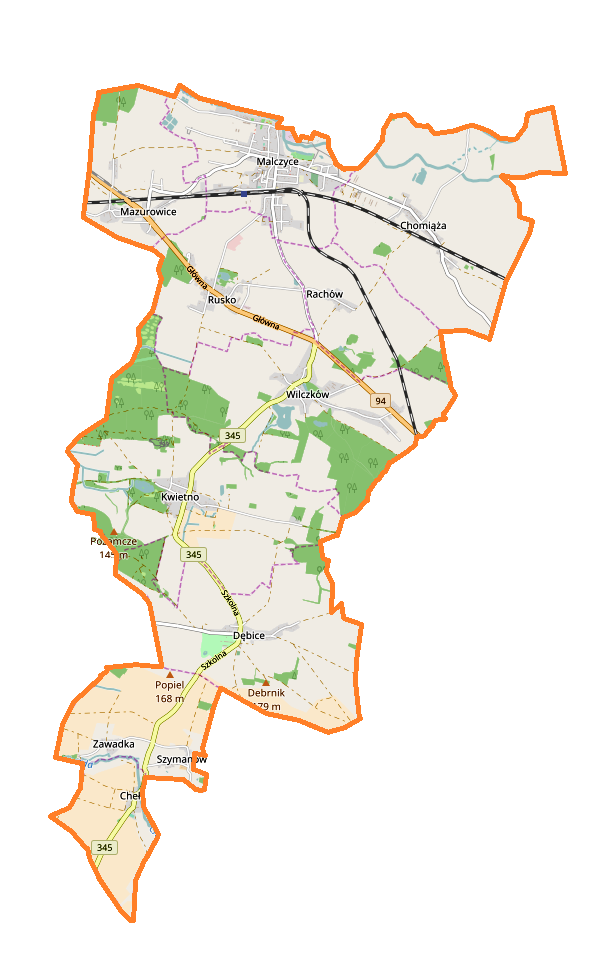
Carte de la gmina de Malczyce.

## Histoire
De 1816 à 1945, Maltsch fait partie de l'arrondissement de Neumarkt dans le district de Breslau au sein de la province de Silésie.